# Sihanoukville
Sihanoukville este un oraș din Cambodgia.